# Bal du moulin de la Galette
Bal du Moulin de la Galette is een impressionistisch schilderij dat in 1876 geschilderd werd door de Fransman Pierre-Auguste Renoir. Er zijn twee versies: een van 131,5 x 176,5 cm dat in het Parijse Musée d'Orsay hangt en een kleiner in privébezit. Het is niet bekend welke het oudste is.

## Het schilderij
Het schilderij toont een bal in de dansgelegenheid 'Moulin de la Galette' in Montmartre, een deel van Parijs, gelegen op een heuvel, destijds het hoogste punt van Parijs. De mensen op het schilderij kijken gelukkig; de herkenbare vrouwen zijn allemaal vrouwen uit de wijk en de mannen vooraan zijn Renoirs vrienden.
De gelukkige wijze waarop de mensen zijn afgebeeld, heeft de nodige controverses opgeroepen. Immers, Montmartre was een arme volksbuurt met veel prostitutie, hetgeen helemaal niet op het schilderij te zien is. Andere schilders, waaronder Vincent van Gogh, schilderden (wellicht als reactie op het schilderij van Renoir) dezelfde gelegenheid, maar beeldden haar op een troosteloze wijze af.
Het schilderij is een impressionistisch werk. Opvallend is dat sommige gedeelten (zoals de gezichten van sommige mannen) enorm gedetailleerd zijn en andere gedeelten juist niet (zoals de jurk van de vrouw aan de linkerkant).

## Wat er met de schilderijen gebeurde
Het grote schilderij bevond zich tussen 1879 en 1894 in de collectie van Gustave Caillebotte (1848-1894). Hij liet zijn gehele collectie na aan de Franse staat, die een gedeelte daarvan accepteerde, waaronder Le Bal du Moulin de la Galette. Van 1896 tot 1929 was dit schilderij in het Musée du Luxembourg te zien. Van 1929 tot 1898 hing het schilderij in het Louvre. Sinds 1896 maakt het werk deel uit van het Musée d'Orsay. Het kleinere schilderij verkocht Renoir aan de Franse kunstverzamelaar Victor Chocquet. Vele jaren later, in 1990, werd het schilderij bij Sotheby's in New York voor ruim 78 miljoen dollar verkocht aan de Japanse papierfabrikant Ryoei Saito, die het werk opborg in een gekoelde kluis. Na Saito's dood werd het werk door een bank waaraan de Japanner nog geld schuldig was in beslag genomen en vervolgens weer opnieuw te koop aangeboden. Een niet bij naam genoemde koper kocht het nu voor 50 miljoen dollar (zie de lijst van duurst verkochte schilderijen).

## Tentoonstellingen (selectie)
Het werk is te zien geweest op verschillende grote tentoonstellingen over de hele wereld. Een kleine selectie:
- Impressionistische Tentoonstelling van 1877: Het schilderij werd voor het eerst tentoongesteld op de Derde Impressionistische Tentoonstelling, die in april 1877 in Parijs werd gehouden. Deze gebeurtenis speelde een belangrijke rol bij het ontstaan van de impressionistische beweging en de kennismaking van het publiek met vernieuwende werken, waaronder Renoirs Bal in de Moulin de la Galette.
- Internationale tentoonstellingen: Het Bal in de Moulin de la Galette is ook uitgeleend aan diverse internationale tentoonstellingen. Zo was het te zien op de Renoir-tentoonstelling in de Royal Academy of Arts in Londen in 1985.

Portret van Romaine Lacaux (1864) · Lise met parasol (1867) · 's Zomers (1868) · De clown (1868) · De verloofden (ca. 1868) · La Grenouillère (1869) · Portret van Charles Le Coeur (1870-74) · Ochtendrit in het Bois de Boulogne (1873) · De loge (1874) · Les Grands Boulevards (1875) · Bal in de Moulin de la Galette (1876) · De schommel (1876) · Het eerste uitje (1877) · De dagdroom (1877) · Hellende weg in het hoge gras (1877-1878) · Mevrouw Georges Charpentier en haar kinderen (1878) · Fernand Halphen als kind (1880) · La Place Clichy (circa 1880) · Lunch van de roeiers (1880-81) · Twee zusjes (1881) · Dans op het platteland (1883) · Dans in de stad (1883) · De paraplu's (1878-86) · De grote baadsters (1887) · De slapende baadster (1897) · Het oordeel van Paris (1913-1914)
- Marburg Picture Index: 21111976
- Bibliothèque nationale de France: cb145311252 (data)
- Gemeinsame Normdatei: 4476592-7
- Joconde: 000PE004071
- Library of Congress Control Number: n2005026048
- Système universitaire de documentation: 083344241
- Virtual International Authority File: 186909051